# ヘンリー・ブロー

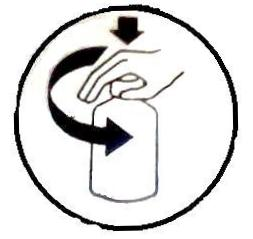
チャイルドプルーフ容器用のブローが発明した「Palm N Turn」デザイン

ヘンリー・ブロー（Henri J. Breault [ˈhɛnri ˈbroʊ] 、1909年3月4日 - 1983年10月9日）はカナダの医師で医学研究者。チャイルド・プルーフ容器の最初の創設に尽力した。
オンタリオ州テカムセで生まれたブローは、1936年に西オンタリオ大学で医学の学位を取得し、オンタリオ州ウィンザーで40年以上医学を実践した。 1957年から小児科の主任であり、Hotel Dieu 病院の毒物管理センターのディレクターとして、子供の安全キャップの開発を支援した。 1962年にブローが設立されたオンタリオ中毒事故防止協会は、1967年にオンタリオ薬剤師協会によって承認された「パームNターン」として知られるキャップデザインを採用した。以前は年間1000件を超えていた薬の誤飲による中毒の発生が91％減少した。 オンタリオ州は、1974年に、薬のびんのフタを子どもが開封できない仕様にすることを義務付けた最初の州だったが、その後間もなく他の州でも同じようになった 。
ブローは1983年に亡くなった。 Hotel Dieu病院は、彼の医学への貢献を認め、彼にちなんで名付けられた小児科センターを設立した。 彼は1997年にカナダの医学の殿堂入りをした。